# Funcția zeta Selberg
Funcția zeta Selberg a fost introdusă de Atle Selberg în 1956. Este analoagă cu celebra funcție zeta Riemann
{\displaystyle \zeta (s)=\prod _{p\in \mathbb {P} }{\frac {1}{1-p^{-s}}}}
unde {\displaystyle \mathbb {P} } este mulțimea numerelor prime. Funcția zeta Selberg folosește lungimile geodezicelor închise simple în loc de numerele prime. Dacă {\displaystyle \Gamma } este un subgrup al SL(2,R), funcția zeta Selberg asociată este definită astfel:
{\displaystyle \zeta _{\Gamma }(s)=\prod _{p}(1-N(p)^{-s})^{-1},}
sau
{\displaystyle Z_{\Gamma }(s)=\prod _{p}\prod _{n=0}^{\infty }(1-N(p)^{-s-n}),}
unde p se referă la clasele de conjugare⁠(d) ale geodezicelor prime (în mod echivalent, clasele de conjugare ale elementelor hiperbolice primitive ale {\displaystyle \Gamma }), iar N(p) denotă lungimea p (în mod echivalent, pătratul valorii proprii mai mari a lui p).
Pentru orice suprafață hiperbolică de arie finita exista o funcție zeta Selberg asociată; această funcție este o funcție meromorfă definită în planul complex. Funcția zeta este definită în termeni de geodezice închise ale suprafeței.
Zerourile și polii funcției zeta Selberg, Z(s), pot fi descrise în termeni de date spectrale ale suprafeței.
Zerourile sunt în următoarele puncte:
1. Pentru fiecare formă cu punct de întoarcere cu valoare proprie {\displaystyle s_{0}(1-s_{0})} există un zero în punctul {\displaystyle s_{0}}. Ordinul zeroului este egal cu dimensiunea spațiului propriu corespunzător. (O formă cu punct de întoarcere este o funcție proprie pentru operatorul Laplace–Beltrami⁠(d) care are dezvoltarea Fourier cu termenul constant zero.)
2. Funcția zeta are, de asemenea, un zero la fiecare pol al determinantului matricei S⁠(d), {\displaystyle \phi (s)}. Ordinul zeroului este egal cu ordinul polului corespunzător al matricei S.

Funcția zeta are, de asemenea, poli în {\displaystyle 1/2-\mathbb {N} } și poate avea zerouri sau poli în punctele {\displaystyle -\mathbb {N} }.
Funcția zeta Ihara este considerată un analog p-adic (și un analog în teoria grafurilor) al funcției zeta Selberg.

## Funcția zeta Selberg pentru grupul modular
În cazul în care suprafața este {\displaystyle \Gamma \backslash \mathbb {H} ^{2}}, unde {\displaystyle \Gamma } este un grupul modular⁠(d), funcția zeta Selberg prezintă un interes deosebit. În acest caz particular funcția zeta Selberg este strâns legată de funcția zeta Riemann.
În acest caz determinantul matricei S este:
{\displaystyle \varphi (s)=\pi ^{1/2}{\frac {\Gamma (s-1/2)\zeta (2s-1)}{\Gamma (s)\zeta (2s)}}.}
Dacă funcția zeta Riemann are un zero în {\displaystyle s_{0}}, atunci determinantul matricei S are un pol în {\displaystyle s_{0}/2}, prin urmare funcția zeta Selberg are un zero în {\displaystyle s_{0}/2}.